# Передние Карыки
Пере́дние Ка́рыки (чув. Малти Карăк) — деревня в Красноармейском районе Чувашской Республики.

## География
Находится в северной части Чувашии, на расстоянии у северо-восточной окраины районного центра села Красноармейское на левом берегу реки Большая Шатьма.

## История
Известна с 1858 года, когда здесь (околоток деревни Третья Янгильдина, что ныне не существует) было 97 жителей. В 1906 году было учтено 39 дворов и 164 жителя, в 1926 — 30 дворов и 155 жителей, в 1939—203 жителя, в 1979—122. В 2002 году было 36 дворов, в 2010 — 32 домохозяйства. В 1930 году был образован колхоз «Красный Горький», в 2010 году действовало ООО «Колос». До 2021 года входила в состав Красноармейского сельского поселения до его упразднения.

## Население
Постоянное население составляло 84 человека (чуваши 95 %) в 2002 году, 90 в 2010.